# Vadum
Vadum ligger i Vendsyssel og er en satellitby til Aalborg med 2.559 indbyggere  (2024), beliggende i Vadum Sogn nord for Limfjorden, 10 kilometer nord for Aalborg og fem kilometer fra Aalborgs nordvestlige kvarter Lindholm. Byen ligger i Region Nordjylland og hører til Aalborg Kommune. Nærmeste byer er Nørre Halne fem kilometer mod nord og Biersted seks kilometer mod nordvest.

## Generelt
Vadum har én hovedgade, Ellehammersvej, der leder trafikken fra den ene ende af byen, ved Flyvestation Aalborg, til den anden, ved FDF-huset. Omtrent parallelt med Ellehammersvej og umiddelbart vest for byen løber Rullebanen, der er en slags forbindelsesvej, der ligger én gård , ellers kun indkørselsveje til selve byen. Vadum Kirke er beliggende lidt uden for byen.
I den sydlige del, tættest mod flyvestationen, er byen præget af mange parcelhuse og fredelige villaveje .
Cirka midt i byen ligger skolen og en del andre offentlige bygninger bl.a. en børnehave og Vadumhallen, med egen svømmehal og sportsplads, samt et lægehus.
I den østlige del af byen er der de seneste år bygget mange nye huse, og de er fint forbundet med stisystemer og veje til resten af Vadum.
Vadum har endvidere to supermarkeder, flere frisører, et solcenter, pizzeria, en tennisklub, to tankstationer, en hæveautomat og en genbrugsbutik.
Ved sportspladsen bag Vadumhallen er der en bypark.
Vadum Skole har cirka 400 elever og klassetrin fra 0. til og med 9. klasse.
Der findes et 10. klasses-center i Åbybro.

### Byens navn
Ved den tyske besættelsesmagts foranstaltning nedlagdes hele Vadum by og er derefter navnemæssigt sammensmeltet med Østerhalne, således at Østerhalne-navnet ikke mere bruges, men at byen nu kaldes Vadum.

### Efterkrigstiden
Østerhalne, nu kaldt Vadum, har fået andel i den udvikling, der byggemæssigt og trafikmæssigt har præget mange stationsbyer i efterkrigstiden.

Der findes nu: (1970) kro, brugsforening, foderstofforretning, andelsmejeri (opført 1889), Vadum Sparekasse, Vadum Bank, missionshus, foruden købmænd, murere, tømrere, snedkere, læge og dyrlæge, vaskeri samt flere mindre handlende. Endvidere Vadum centralskole (opført 1959), bibliotek (oprettet 1879, nu 3000 bind), kommunekontor, fjernvarmecentral, telefoncentral, sygekasse, fritidscenter med sportshal, svømmehal, skydebaner og foreningslokaler samt ungdomslokaler og klublokaler.

### Erhverv
Byens største arbejdsplads er Flyvestation Aalborg.
Af industrier i byen findes bl.a. Color Print, Nordjydsk Møbelværk, madrasfabrik, bladfordelingscentral samt flere større virksomheder.

### Kollektiv trafik
Vadum betjenes af følgende busruter:
- Rute 200: Aalborg – Vadum – Aabybro – Pandrup – Blokhus
- Rute 70: Aalborg – Vadum – Aabybro – Fjerritslev
- Rute 71: Aalborg – Vadum – Løkken – Hjørring
- Rute 70N: Natbus Aalborg – Vadum – Brovst – Fjerritslev
- Rute 71N: Natbus Aalborg – Vadum – Løkken
- Linje 13: Aabybro – Nørhalne – Vadum – Lindholm St. – Vesterbro – Aalborg Bust. – Gug Øst

### Sport
Vadum Gymnastikforening blev stiftet i 1923, og bestod indtil 1955, hvor den blev sammenlagt med Vadum Boldklub og blev til Vadum Idrætsforening. Desuden findes Vadum Skytteforening af 1970 med lokaler i Vadumhallen.

## Vadum Sogn
I sognet findes byerne:
- Torpet, 1472 kaldet Torrup, i 1664 kaldet Wadums Torp, jorderne udskiftet 1801, beliggende Vadum kirke, præstegård, Torpet skole(nu nedlagt) og trinbræt (nu nedlagt)
- Vadum, i 1356 kaldet Wadum, og i 1408 Wathom, udskiftet i 1801.
- Østerhalne, i 1250 kaldet Halnæ, i 1408 Sunderhalnæ, i 1540 Østerhaldne.
- Haldager, skole(nu nedlagt), forsamlingslokale.

## Historie

### Den ældre stenalder
I den ældre stenalder dannede sognet to bakker, en omkring Vadum Torpet og en med 0. og V. Halne. Senere blev det dækket med store skove, af hvilke Endelen ved Haldager, skovstykkerne ved Brorholt og Bjørum er de sørgelige rester. Men adskillige skovnavne som Knæpholt, Brorholt, Helskov, Mortenskov og andre vidner om de gamle skove.

### Nyere historie
Vigtige datoer i Vadums nyere historie:
- 13. februar 1958 blev det meddelt, at kommunen havde fået byggetilladelse til opførelse af centralskolen. Det blev vedtaget at udbyde arbejdet i licitation blandt kommunens håndværkere.
- 24. juni 1958 fremsendte Landbrugsministeriet udstykning vedrørende parkeringsplads ved kirken.
- 28. oktober 1959 blev den nye centralskole indviet. Lærer Evan Sørensen og hustru samt fru Dagny Qvorning ansattes fra 1. november 1959.
- Ved sognerådsvalget i marts 1962 valgtes for første gang en kvinde til sognerådet, nemlig fru Inger Mølgaard.
- 12. februar 1964 fremsendte Aalborg Amts skoledirektion godkendelse af lærer H. Søland som skoleleder ved Vadum Centralskole fra 1. april samme år.
- 1. november 1969 blev Vadumhallen indviet. Der afholdtes reception om formiddagen, sportskampe om eftermiddagen og borgerbal om aftenen. Byggeriet af svømmehallen var påbegyndt og forventedes færdig i marts 1970.
- 31. marts 1970 blev Vadum Kommune nedlagt som selvstændig kommune, og alle kommunens aktiver og passiver afleveret til den nye Aalborg Kommune. Samtlige ansatte fik muligheden for at fortsætte ved den nye kommune.

### Indbyggertal
Indbyggerantallet fordeler sig gennem årene således:
År – Indbyggere
- 1668 – Ca. 650
- 1801 – 635
- 1850 – 1268
- 1901 – 1804
- 1930 – 1771
- 1955 – 1917
- 1970 – Ca. 2400
- 2009 – 2230

### Jernbanen
Vadum har været stationsby på Fjerritslevbanen, fra 1897-1969.

#### Vadum Kirke
Vadum Kirke trinbræt lå syd for en lille landsby Torpet. Trinbrættet blev opkaldt efter Vadum kirke der lå tæt på trinbrættet. Trinbræt med grusperron med svelleforkant 1934 – 1969.

#### Vadum station
Vadum station lå omkring 10 kilometer fra Nørresundby. Stationen hed Vadum men lå rent faktisk i Øster Halne. Stationsbygningen havde en udbygning på perronen og et stort varehus i træ. Der var overhalingsspor udfor bygningen med stikspor mod øst, der endte i en jordvold. Fra krigens dage lå der vest for stationens indgangssporskifte to lange opstillingsspor, hvorfra der mod øst og bagom stationsbygningen udgik et sidespor til lufthavnen i Aalborg. Station med hovedbygning af arkitekt P. Poulsen, Randers. Sidespor til Aalborg Lufthavn Pliegerhorst Aalborg West. Station er nedrevet.

#### Nørlang trinbræt
Trinbræt med jordperron på hver side af Vævergårdsvej. Trinbræt oprettet 1949. Oprindeligt ledvogterhus. Banearbejderbolig lå ved trinbrættet på adressen Vævergaardsvej 3.

### Historiske bygninger

#### Vadum Fattiggård
I 1908 havde Vadum sogn, som et hvert andet sogn i Danmark en fattiggård, hvor ubemidlede blev huset og forsørget af kommunen. Omkring 1900 var der i Vadum sogn 32 trængende fattiglemmer samt nogle fattige børn der fik hjælp, de voksne rug, byg samt lidt penge og børnene hjælp til skolemateriel. Vadum Fattiggård lå dengang i det gamle Vadum, dvs. der hvor der nu er flyvestation; gården hed oprindelig Østergård og stuehuset har de sidste mange år været hjemsted for Eskadrille 726.

#### Vadum Brugsforening
1904 blev Vadum Brugsforening oprettet, (nuværende Ellehammersvej 71). I 1914 blev der bygget en lagerbygning bagved den oprindelige butik, der var både hestestald og svinestald. I 1953 blev brugsen moderniseret, der blev bygget beboelse ovenpå og butikken blev udvidet.
I 1972 blev der bygget ny brugsforening på Nervøsvej, og de gamle lokaler blev solgt. En overgang var der møbeludsalg, men i 1974 blev der oprettet værtshus "Pub Inn bar". Stedet bestod med forskellige ejere frem til 1986, hvor det blev omdannet til solcenter.
Ellehammersvej 84
Første gang man hørte om en købmandsforretning på nuværrede Ellehammersvej 84, var i 1910 hvor en ung mand, Lars Christian Larsen har en købmandshandel ved enden af daværende Stationsvej. I 1917 købte Petrea og Christian Jensen butikken, og førte forretningen videre indtil 1942.  I 1946 købte Etly og Regner Bech købmandsbutikken af Aage Jungersen. I 1960 blev der foretaget en stor ombygning, hvor butikken blev bygget større, med beboelse ovenpå. I 1971 var der blevet brug for mere plads, det gamle karetmagerværksted, som var nabo til butikken, var for længst opkøbt, og nu valgte man at rive den ned, samtidig med at der blev bygget et nyt supermarked med parkeringsplads foran. Forretningen var tilknyttet forskellige grossistkæder, bl.a. har det heddet Centramarked og Dankøb. I oktober 2000 stoppede Birger og Tove Bech, dermed endte 54 års æra med Bechfamilien bag disken. Man lavede i stedet en lejeaftale med butikskæden Rema 1000. Butikken blev totalrenoveret og åbnede igen i 2001 med den nuværende2024 købmand Camilla Kristensen. I 2017 blev butikken flyttet lidt hen ad vejen til Ellehammersvej 8.

#### GB Marked
Købmandsbutikken, som blev startet af Poul Jacobsen i 1962. I 1976 blev forretningen overtaget af Gitte og Bartholin Thomsen som derefter kaldte forretningen for GB marked.
I 1999 blev posthuset i Vadum lukket, (det havde i mange år været i det gamle kommunekontor) derefter blev der postekspidition i GB marked. I 2001 valgte Bartholin Thomsen at sælge, og de følgende år var der forskellige ejere, indtil forretningen i 2006 blev opkøbt af indehaveren af Spar i Saltum.
De nuværende ejere indså i 2007, at butiksforholdene var for små og valgte derfor at bygge en hel ny butik, som stod klar til indvielse i foråret 2007.

#### Vadum Andelsmejeri
Vadum Andelsmejeri blev grundlagt i 1889. Området ved skorstenen var tit samlingssted for byens unge, idet der om aftenen stadig var varme i stenene.
I 1970 stoppede Vadum Andelsmejeri sin drift i Vadum, idet man fusionerede med Aalborg Mælkekompani og Aalborg Andelsmejeri og dannede Nordjysk Mejeriselskab, med produktion i Gug. Det gamle mejeri blev købt af bagermester Worm, som byggede om til bageri med butik. I 2001 blev bageriet og butikken, opkøbt af Per Leth Jensen, som driver den i dag under navnet GuldBageren Vadum.